# Alberto Medina
Alberto Medina Briseño (* 29. Mai 1983 in Culiacán, Sinaloa) ist ein ehemaliger mexikanischer Fußballspieler, der meistens auf den offensiven Außenbahnen eingesetzt wurde und als schnell und trickreich galt. Bekannt ist er auch unter seinem Spitznamen El Venado (dt. der Rothirsch), den er wegen seiner Schnelligkeit erhielt.

## Karriere
Medina ist einer der wenigen Spieler, der sein Profidebüt bereits mit 17 Jahren gab. Dieses Debüt gab er im Trikot des Club Deportivo Guadalajara, für den er noch immer spielt. Sein erstes Spiel für Chivas absolvierte er am 20. August 2000 gegen den León AC, das erste Spiel für die mexikanische Nationalmannschaft im Alter von gerade mal 19 Jahren am 30. April 2003 gegen Brasilien.
Medina wirkte auch beim Konföderationen-Pokal 2005 mit, bei dem er – mit Ausnahme des Eröffnungsspiels gegen Japan – insgesamt viermal als „Joker“ zum Einsatz kam, also jeweils in der zweiten Halbzeit eingewechselt wurde. Für die Fußball-Weltmeisterschaft 2006 wurde er dagegen nicht in den Kader berufen.
Unter Trainer Hugo Sánchez wurde er in die Nationalmannschaft zurückgeholt und gehörte zur erfolgreichen Mannschaft, die den CONCACAF Gold Cup 2009 gewann.
Medina erzielte bisher vier Länderspieltore: sein erstes beim 2:0-Erfolg gegen Guatemala am 10. November 2004 sowie das jeweils goldene Tor bei den 1:0-Siegen gegen Jamaika (13. Juli 2005), Senegal (10. Mai 2010) und Chile (16. Mai 2010). Außerdem erzielte Medina im inoffiziellen Länderfreundschaftsspiel zwischen Mexiko und Gambia am 30. Mai 2010 in Bayreuth in der 81. Spielminute den Schlusstreffer zum 5:1.

## Erfolge

### Verein
- Mexikanischer Meister: Apertura 2006

### Nationalmannschaft
- Gold-Cup-Sieger: 2009